# BIND
BIND (Berkeley Internet Name Domain, до этого: Berkeley Internet Name Daemon) — открытая и наиболее распространённая реализация DNS-сервера, обеспечивающая выполнение преобразования DNS-имени в IP-адрес и наоборот. Исполняемый файл-демон сервера BIND называется named. BIND поддерживается организацией Internet Systems Consortium. 10 из 13 корневых серверов DNS работают на BIND, оставшиеся 3 работают на NSD.

## История
BIND был создан студентами в начале 1980-х на грант, выданный DARPA и впервые был выпущен в BSD 4.3.
Версия 9 была переписана заново компанией Nominum, релиз был выпущен в сентябре 2000 года.
Версия 10 содержит большое количество кода на Python.

## Поддержка баз данных
Ранние версии BIND хранили информацию только в текстовых файлах зон. Начиная с версии 9.4, в качестве хранилища можно использовать LDAP, Berkeley DB, PostgreSQL, MySQL и ODBC.